# Ландскруна БоИС
Ландскруна Бол ок Идротселскап (на шведски: Landskrona Boll och Idrottsällskap) е шведски футболен отбор от едноименния град Ландскруна. Състезава се във второто ниво на шведския футбол групата Суперетан.

## Успехи
- Купа на Швеция (1): 1971 – 72 г.

## Европейски турнири
Участвал е в турнирите за купата на УЕФА и Интертото.